# سن برییو
سنت برییو (به انگلیسی: St. Brieux) یک منطقهٔ مسکونی در کانادا است که در ساسکاچوان واقع شده‌است. سنت برییو ۲٫۵۵ کیلومتر مربع مساحت و ۵۹۰ نفر جمعیت دارد.